# Lillian Ngoyi
Lillian Masediba Ngoyi (née le 25 septembre 1911 à Pretoria et morte le 13 mars 1980 à Orlando, en Afrique du Sud) était une militante anti-apartheid. Membre de la Ligue des femmes du Congrès national africain (ANC) à partir de 1952, elle est la première femme à avoir été élue au comité exécutif de l'ANC et a plus particulièrement contribué à la création de la Fédération des femmes sud-africaines (Federation of South African Women - FSAW).

## Biographie
Lilian Ngoyi est née à Pretoria en Union sud-africaine en 1911 dans une famille de six enfants. Après avoir obtenu son certificat d'enseignement primaire, elle s'inscrit pour suivre un cours de formation d'infirmières avant de finalement travailler comme machiniste dans une usine textile (1945 à 1956). Elle adhère à cette époque à un syndicat de l'industrie textile, le Garment Workers Union (GWU) dont elle devient l'une des figures de proue. 
Quand Lillian Ngoyi adhère à la Ligue des femmes de l'ANC en 1952 lors de la campagne de défiance, elle est déjà veuve avec deux enfants.
Un an plus tard, elle est élue présidente de la Ligue des femmes. En 1954, elle participe à la fondation de la Fédération des femmes sud-africaines dont elle devient alors la vice-présidente. En 1955, elle participe au Congrès mondial des mères à Lausanne en Suisse organisée par la Fédération démocratique internationale des femmes. Durant ce périple, elle se rend en Angleterre, en Allemagne, en Roumanie, en république populaire de Chine et en URSS, où elle rencontre d'autres femmes activistes, avant de revenir en Afrique du Sud. 
Le 9 août 1956, dorénavant présidente de la Fédération des femmes sud-africaines, Ngoyi dirige avec Helen Joseph, Rahima Moosa, Sophia Williams-De Bruyn, Albertina Sisulu, Bettie du Toit, etc., une manifestation de 20 000 femmes devant les Union Buildings à Pretoria afin de protester contre une loi d'apartheid obligeant les femmes à porter sur elle un passeport intérieur,. Dans le cadre de ses activités militantes, elle est interpellée en décembre 1956 pour haute trahison avec 156 autres personnalités anti-apartheid avant d'être libérée sous caution. L'instruction dure 4 ans et se solde par un acquittement général (procès de la trahison). 
En 1960, elle est détenue cinq mois à la suite de la proclamation de l'état d'urgence et passe une grande partie de ce temps en isolement. En 1962, ses déplacements sont limités après qu'elle a été assignée à résidence dans sa maison du quartier d'Orlando à Soweto. Cette assignation prend fin en 1972 mais est renouvelée pour 5 ans en 1975. 
Souffrant de troubles cardiaques, elle meurt le 13 mars 1980 à l'âge de 68 ans.

## Hommage
En 2004, un patrouilleur a été nommé Lillian Ngoyi en son honneur. 
En 2006, Strijdom Square a été rebaptisé Lilian Ngoyi Square à l'occasion du 50e anniversaire sa marche à Pretoria. Le 9 août est également commémoré en Afrique du Sud en tant que Journée de la femme.